# Omul de lângă tine
Omul de lângă tine este un film românesc dramatic din 1961 regizat de Horea Popescu după un scenariu de Paul Everac. Rolurile principale au fost interpretate de actorii Silvia Popovici, Ilarion Ciobanu, George Mărutză.

## Distribuție
Distribuția filmului este alcătuită din:
- Victor Rebengiuc — Eugen
- Victoria Medeea
- Valeria Ghiguță
- Sandu Sticlaru
- Andrei Codarcea
- Theo Partisch
- Ion Vîlcu
- Ion Pascu
- George Mărutză — Muică
- Graziela Albini — Aglaia
- Grigore Gonța — Tudor
- Ștefan Moisescu
- Ilarion Ciobanu — Popescu
- Mirela Petrescu — Angela
- George Calboreanu — Stețcu
- Neli Nicolau — Dna. Stoleru
- Gabriela Teodorescu
- Ștefan Ciobotărașu — Cârțan
- Tamara Buciuceanu Botez
- Stela Popescu — Milica
- Mircea Dumitru
- Silvia Popovici — Corina
- Ștefan Mihăilescu-Brăila
- Ernest Maftei
- Marcel Anghelescu
- Costel Constantinescu
- Gavril Tănase

## Primire
Filmul a fost vizionat de 1.848.915 spectatori de spectatori în cinematografele din România, după cum atestă o situație a numărului de spectatori înregistrat de filmele românești de la data premierei și până la data de 31 decembrie 2014 alcătuită de Centrul Național al Cinematografiei.